# Ливиньо
Ливѝньо (на италиански: Livigno, на западноломбардски: Livìn, Ливин) е градче и община в Северна Италия, провинция Сондрио, регион Ломбардия. Разположено е на 1816 m надморска височина. Населението на общината е 6247 души (към 2014 г.).